# Domperidon
Domperidon (Motilijum, Motinorm i Costi) je antidopaminergični lek, koji je razvila kompanija Jansen farmaceutika. On se koristi oralno, rektalno ili intravenozno. Domperidon se upotrebljava za suzbijanje mučnine i povraćanja, kao prokinetički agens i za stimulaciju laktacije.

## Farmakologija
Domperidon blokira dejstvo dopamina. On ima jak afinitet za D2 i D3 dopaminske receptore

## Spoljašnje veze
- Informacije o leku

|  | Molimo Vas, obratite pažnju na važno upozorenje u vezi sa temama iz oblasti medicine (zdravlja). |